# 善雄寺 (文京区)
善雄寺（ぜんのうじ）は、東京都文京区にある浄土宗の寺院。

## 概要
元和年間前期（1615年～1621年）、深蓮社信誉によって開山された。元々は駿河台に位置していたが、1621年（元和7年）に神田川の開削のため、現在地に移転した。

## 寺宝等
- 阿弥陀如来像（本尊）
- 地蔵菩薩像（引接地蔵尊）
- 十六羅漢掛軸
- 涅槃図掛軸
- 板碑

## 墓所
- 福田半香（画家）

渡辺崋山の弟子である。

## 交通アクセス
- 後楽園駅より徒歩4分。